# 10289 Geoffperry
10289 Geoffperry (1984 QS) là một tiểu hành tinh vành đai chính.